# Arktiska vinterspelen
Arktiska vinterspelen (engelska: Arctic Winter Games) är ett internationellt multisportevenemang med mestadels vintersporter som genomförs vartannat år, för att hedra sport och kultur i Arktis.

## Bakgrund
Arktiska vinterspelen grundades 1969 av Alaska-guvernören Walter Joseph Hickel, Northwest Territories-kommissarien Stuart Milton Hodgson och Yukon Territory-kommissarien James Smith. Idén att låta "tävlande från norr tävla på sina egna villkor, på sin egen mark" kom från Cal Miller, som var rådgivare till Yukons lag under kanadensiska vinterspelen 1967.
I Yellowknife i Kanada samlades 1970 för första gången 500 tävlande, tränare och tjänstemän från Northwest Territories, Yukon Territory och Alaska. Sedan dess har spelen hållits vartannat år (förutom i samband med covid-19-pandemin) på olika platser i Kanada, Alaska och Grönland, med fler deltagare från fler och fler platser inom den arktiska regionen. Spelen år 2002 var de första som hölls av fler än ett land, den gången hölls de i Nuuk på Grönland och i Iqaluit i Nunavut i Kanada.

## Deltagare 2008
Totalt nio områden deltog i 2008 års spel i Yellowknife. Samma grupper deltog i 2006 års spel.
- Alaska (USA)
- Grönland (Danmark)
- Jamalo-Nentsien (Ryssland)
- Norra Alberta (Kanada)
- Northwest Territories (värd; Kanada)
- Nunavik (Québec i Kanada)
- Nunavut (Kanada)
- Sápmi (Norden och Kolahalvön i Ryssland)
- Yukon (Kanada)

## Värdstäder
| År   | Ort/Område                                            |
| ---- | ----------------------------------------------------- |
| 1970 | Yellowknife, Northwest Territories                    |
| 1972 | Whitehorse, Yukon Territory                           |
| 1974 | Anchorage, Alaska                                     |
| 1976 | Schefferville, Québec                                 |
| 1978 | Hay River/Pine Point, Northwest Territories           |
| 1980 | Whitehorse, Yukon Territory                           |
| 1982 | Fairbanks, Alaska                                     |
| 1984 | Yellowknife, Northwest Territories                    |
| 1986 | Whitehorse, Yukon Territory                           |
| 1988 | Fairbanks, Alaska                                     |
| 1990 | Yellowknife, Northwest Territories                    |
| 1992 | Whitehorse, Yukon Territory                           |
| 1994 | Slave Lake, Alberta                                   |
| 1996 | Chugiak/Eagle River, Alaska                           |
| 1998 | Yellowknife, Northwest Territories                    |
| 2000 | Whitehorse, Yukon Territory                           |
| 2002 | Nuuk, Grönland · Iqaluit, Nunavut                     |
| 2004 | Wood Buffalo, Alberta                                 |
| 2006 | Kenai Peninsula Borough, Alaska                       |
| 2008 | Yellowknife, Northwest Territories                    |
| 2010 | Grande Prairie, Alberta                               |
| 2012 | Whitehorse, Yukon                                     |
| 2014 | Fairbanks, Alaska                                     |
| 2016 | Nuuk, Grönland                                        |
| 2018 | Hay River/Fort Smith, Northwest Territories           |
| 2020 | Whitehorse, Yukon (inställt p.g.a. covid-19-pandemin) |
| 2023 | Wood Buffalo, Alberta                                 |
| 2024 | Matanuska-Susitna Borough, Alaska                     |